# Струпенфоссен
Струпенфоссен, Струпен (норв. Strupenfossen, рус. Горло) — водопад, один из самых высоких в Европе, расположен в фюльке Согн-ог-Фьюране в Норвегии.

## География
Водопад расположен в северной части фюльке Согн-ог-Фьюране, в юго-западной части Норвегии, на русле ручья Струпен, который вытекает из ледника Мюклебустбреен расположенного в седле гор хребта Брегеймен (Скандинавские горы), Сньёонипа 1827 м, Ейтенюкен 1740/1621 м), Деуремолет 1456 м.

## Описание
Высота водопада составляет 820 м, по другим данным 705 м и даже 480 м. Количество каскадов — 7, высота самого большого каскада 250 м, по другим данным 122 м. Высота водопада во многом зависит от времени года: зимой ледник опускается вниз по склону к отметке 890 м, летом наоборот, поднимается. Средний расход воды водопада — 3 м³/с, максимальная — 14 м³/с.